# Гіроскопічні млини

Гіроскопічний млин — машина або апарат для подрібнення сипучих матеріалів (руд, вугілля, буд. матеріалів та ін.) для їх подальшого безпосереднього використання, збагачення.

## Конструкція
Конструктивно (рис.) складається з барабана 1, на валу яко-го знаходяться привідний 2 і опорний 3 ролики.
При обертанні навколо вертикальної осі ролики 2 і 3 переміщуються по кільцевій опорній доріжці 4. Вал барабана 7 нерухомо зв'язаний з водилом 5, яке обертається у вертикальній площині привідним валом 6. У результаті руху барабана навколо власної осі і у вертикальній площині помельні тіла усередині барабана рухаються за складними траєкторіями. Основні руйнуючі зусилля — роздавлювання і стирання.
Оптимальне співвідношення частот обертання барабана навколо вертикальної і горизонтальної осей знаходиться у межах від (1:1) до (1:5).